# 971
Évszázadok: 9. század – 10. század – 11. század
Évtizedek: 920-as évek – 930-as évek – 940-es évek – 950-es évek – 960-as évek – 970-es évek – 980-as évek – 990-es évek – 1000-es évek – 1010-es évek – 1020-as évek
Évek: 966 – 967 – 968 – 969 –  970 – 971 – 972 – 973 – 974 – 975 – 976

## Események

### Európa
- Ióannész Tzimiszkész bizánci császár személyesen vezeti a hadjáratot a Bulgáriát megszállva tartó Szvjatoszlav kijevi fejedelem ellen. A császár elfoglalja a bolgár fővárost, Preszlavot és foglyul ejti II. Borisz bolgár cárt. Szvjatoszlav Dorosztolonba húzódik vissza, amelyet a bizánciak ostrom alá vesznek. A kijevi fejedelem három hónap után kapitulál, szabad elvonulásért cserébe lemond minden bulgáriai és krími igényéről.
- Ióannész császár diadalmenetben vonul be Konstantinápolyba és annektálja Bulgáriát, Borisz cár magisztroszi címet kap az udvarban. Kelet-Bulgária bizánci kormányzók felügyelete alá kerül, nyugaton azonban a helyi nemesi családok (főleg a Kometopuli nemzetség) gyakorolják a helyi hatalmat, akiket a bizánci kormányzat lázadóknak tekint.
- I. Ottó német-római császár kancellárjává nevezi ki a paraszti származású Willigist.
- Cuilén skót király elesik a britonokkal vívott harcban (más források szerint egy nemes gyilkolta meg, mert megerőszakolta a lányát). Utóda kiléte bizonytalan, egyes források az öccsét, Amlaíbot, másik az előző király, Dub öccsét, II. Kennethet nevezik meg; lehetséges hogy mindketten királynak kiáltották ki magukat.

### Közel-Kelet és Észak-Afrika
- A Szíriát meghódító fátimida sereg Dzsafar ibn Fallah vezetésével ostrom alá veszi a bizánciak kezére jutott Antiokhiát. A Bulgáriában lekötött Ióannész bizánci császár egy kisebb kontingenst küld a város felmentésére, amely Alexandrettánál megsemmisít egy mintegy négyezres portyázó fátimida csapatot. Dzsafar kilátástalannak ítéli az öt hónapja folyó ostromot és visszavonul Szíriába, ahol a Fátimidák ellenségei Damaszkuszt fenyegetik.
- Az Egyiptomot és Szíriát meghódító síita Fátimidák ellen széleskörű koalíció szerveződik a moszuli és iraki emír, a szíriai arab törzsek, valamint a bahreini radikális muszlim karámiták részvételével. Az al-Haszan al-Aszam által vezetett karámiták elfoglalják Damaszkuszt és Ramlát, a jól megerődített Jaffát ostromzár alá veszik, főseregük pedig bevonul Egyiptomba.
- A karámiták megszállják a Nílus-delta keleti felét, ahol felkelések törnek ki a fátimida uralom ellen. A Fátimidák egyiptomi kormányzója, Dzsauhar al-Szikilli az időt arra használja fel, hogy a még építés alatt lévő Kairót fallal erődítse meg. Decemberben a karámiták elérnek Kairóhoz, ahol több napos harcot követően a fátimidák egy váratlan ellentámadással szétszórják őket. Ezt követően megérkezik a fátimida erősítés Ifríkijából, a demoralizált karámiták pedig visszavonulnak Palesztinába.

### Kína
- A Szung-dinasztia meghódítja a Déli Han-dinasztia államát.

## Születések
- július 26. - I. Rádzsendra, a Csola Birodalom királya
- november 2. - Mahmúd, gaznavida szultán
- Kúsjár ibn Labbán, perzsa matematikus és csillagász
- Oliba apát, katalán teológus, író

## Halálozások
- április 30. – Adalbert, itáliai király
- Abu Dzsafar al-Hazin, perzsa matematikus és csillagász
- Cuilén, skót király